# هوگو

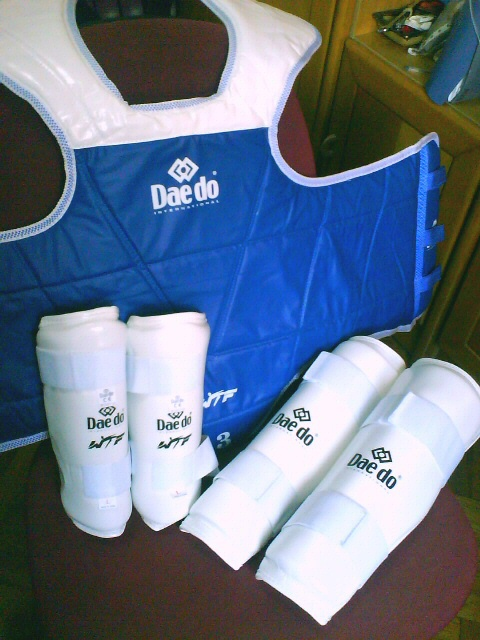
هوگو به همراه ساق‌بند و ساعدبند

هوگو یک پوشش ضربه‌گیر است که در رشته ورزشی تکواندو برای محافظت سینه و شکم ورزشکار هنگام مبارزه به‌کار می‌رود. در تکواندو این پوشش به‌همراه وسایل دیگر مانند کلاه مخصوص وظیفه محافظت بدن مبارز در برابر ضربه‌های حریف را به عهده دارد. هوگو توسط شرکت‌های مختلفی مانند آدیداس، دائه‌دو و لاجاست تولید می‌شوند.
هوگو از دهه ۱۹۵۰ میلادی در همه مسابقه‌های تحت نظر فدراسیون جهانی تکواندو مورد استفاده قرار می‌گیرد. واژه هوگو در زبان کره‌ای به معنی محافظ سینه است.

## هوگوی الکترونیکی
امروزه هوگوی الکترونیکی نیز به منظور کاهش خطا در داوری‌ها طراحی و تولید شده است. هوگوی الکترونیکی که در ایران به آن هوگوی سنسوری نیز گفته می‌شود، در مسابقه‌های گوناگون اکثر کشورها استفاده می‌شود. از بزرگ‌ترین و بهترین تولیدکنندگان آن می‌توان به Daedo و Kpnp اشاره کرد. در ایران اولین سازنده هوگوی الکترونیک با نام ایستا (ESTA) شناخته می‌شود.